# برف سیاه
برف سیاه نام رمانی از میخائیل بولگاکف رمان‌نویس روس که به خاطر رمان برجسته مرشد و مارگاریتا معروف شد.